# Erewhon
Erewhon (en inglés: Erewhon, or Over the Range; pronunciado /ɛrɛʍɒn ɔr ˈoʊvə˞ ðə ˈɹeɪndʒ/)) es una novela de Samuel Butler que se publicó por primera vez de forma anónima en 1872, ambientada en un país ficticio descubierto y explorado por el protagonista. Butler quiso que el título se entendiera como la palabra «en ninguna parte» al revés, aunque las letras «h» y «w» están transpuestas. El libro es una sátira sobre la moral y sociedad victorianas.

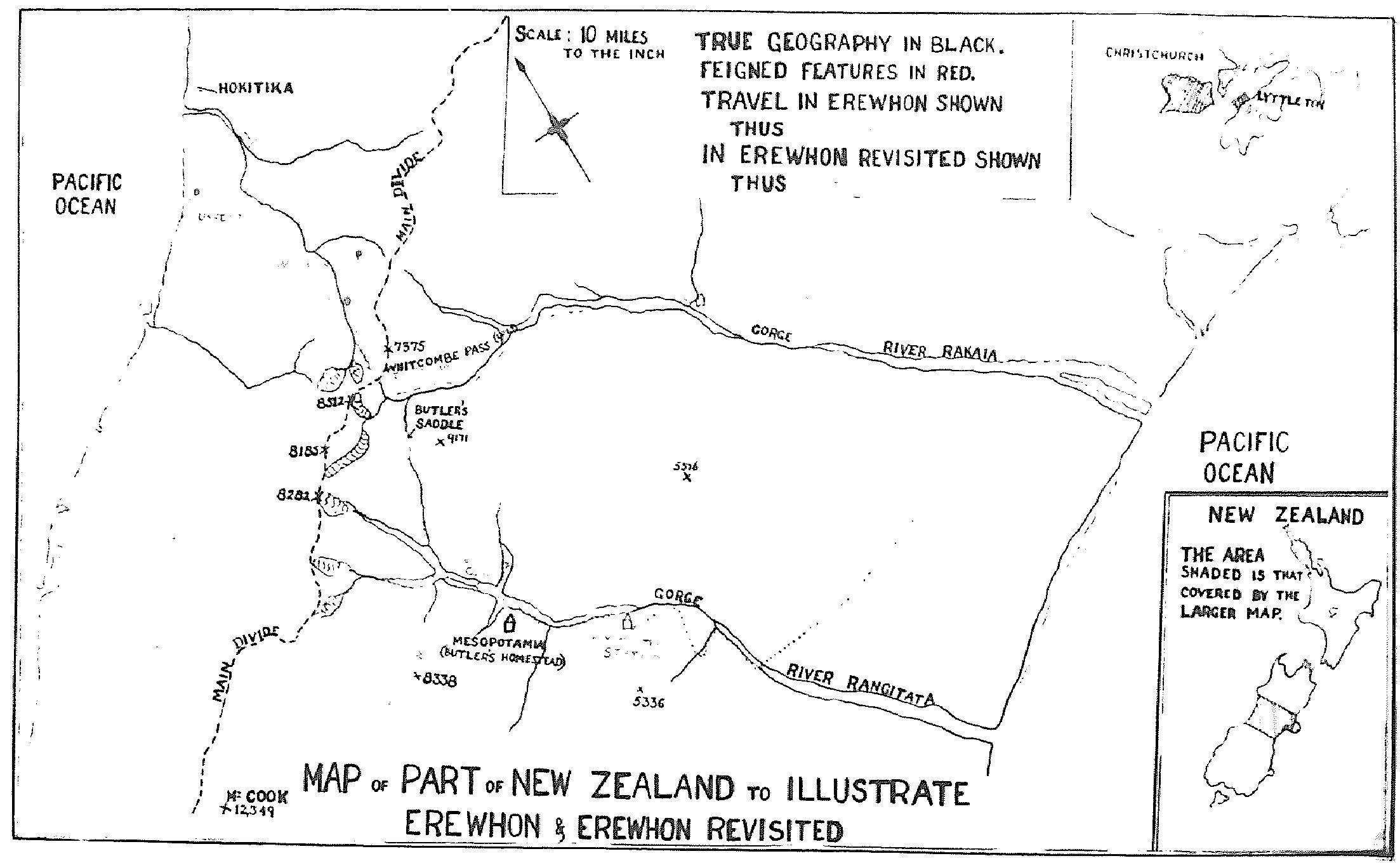
Mapa de parte de Nueva Zelanda para ilustrar Erewhon y Erewhon revisitados

Los primeros capítulos de la novela que tratan del descubrimiento de Erewhon se basan, de hecho, en las propias experiencias de Butler en Nueva Zelanda, donde, de joven, trabajó como criador de ovejas en la «Estación de Mesopotamia», al este de los Alpes del Sur durante unos cuatro años (1860-1864), desde donde exploró partes del interior de la Isla Sur y sobre las cuales escribió A First Year in Canterbury Settlement (en español: "Un primer año en el asentamiento de Canterbury"; 1863).
La novela es una de las primeras en explorar ideas de inteligencia artificial, influenciada por El origen de las especies (1859), en aquel momento publicada recientemente por Darwin, así como por el tema de las máquinas desarrolladas a partir de la Revolución Industrial (finales del siglo XVIII y principios del XIX). Específicamente, se ocupa, en el «Libro de las Máquinas», de las ideas potencialmente peligrosas de la conciencia de la máquinas y las máquinas autorreplicantes.

## Contenido
La mayor parte del libro consiste en una descripción de Erewhon. Se pretende que la naturaleza de esta nación sea ambigua. A primera vista, Erewhon parece ser una utopía, pero pronto queda claro que está lejos de ello. Sin embargo, a pesar de todas las fallas de Erewhon, claramente tampoco es una distopía, como la que se describe en 1984 de George Orwell. Como utopía satírica, Erewhon se ha comparado a veces con Los viajes de Gulliver (1726), una novela clásica de Jonathan Swift; la imagen de la utopía en este último caso también guarda un fuerte paralelismo con la visión que tenía el Imperio Británico de la época. También se puede comparar con la novela de William Morris Noticias de ninguna parte.
Erewhon satiriza varios aspectos de la sociedad victoriana, incluido el castigo criminal, la religión y el antropocentrismo. Por ejemplo, según la ley erewhoniana, los infractores son tratados como si estuvieran enfermos, mientras que los enfermos son considerados criminales. Otra característica de Erewhon es la ausencia de máquinas; esto se debe a la percepción ampliamente compartida por los erewhonianos de que son potencialmente peligrosas. Este último aspecto de Erewhon revela la influencia de la teoría de la evolución de Charles Darwin; Butler había leído Sobre el origen de las especies apenas se publicó en 1859.

## «El Libro de las Máquinas»
Butler desarrolló los tres capítulos de Erewhon que componen «El libro de las máquinas» a partir de una serie de artículos que escribió para The Press, periódico que acababa de comenzar a publicarse en Christchurch, Nueva Zelanda, comenzando con «Darwin entre las máquinas» (1863). Butler fue el primero en escribir sobre la posibilidad de que las máquinas pudieran desarrollar la conciencia por selección natural. Muchos descartaron esto como una broma, pero, en su prefacio a la segunda edición, Butler escribió: «Lamento que los críticos en algunos casos se hayan inclinado a tratar los capítulos sobre las máquinas como un intento de reduccionismo al absurdo de la teoría del señor Darwin. Nada podría estar más lejos de mi intención, y pocas cosas me resultarían más desagradables que cualquier intento de reírme del señor Darwin».

## Personajes
- Higgs: el narrador que informa al lector sobre la naturaleza de la sociedad erewhoniana.
- Chowbok (Kahabuka): guía de Higgs hacia las montañas; es un nativo que tiene mucho miedo de los erewhonianos. Finalmente abandona a Higgs.
- Yram: la hija del carcelero de Higgs que lo cuida cuando entra por primera vez en Erewhon. Su nombre es Mary escrito al revés.
- Senoj Nosnibor: anfitrión de Higgs después de salir de prisión, quien espera que Higgs se case con su hija mayor. Su nombre es Robinson Jones al revés.
- Zulora, la hija mayor de Senoj Nosnibor, a la cual Higgs encuentra desagradable, pero su padre espera que Higgs se case con ella. Su nombre es Aroluz al revés.
- Arowhena: la hija menor de Senoj Nosnibor; ella se enamora de Higgs y huye con él.
- Mahaina: mujer que afirma sufrir de alcoholismo, pero se cree que tiene un carácter débil.
- Ydgrun: la diosa incomprensible de los erewhonianos. Su nombre es un anagrama de Grundy (de la Sra. Grundy, un personaje de la obra de Thomas Morton Speed the Plough).

## Edición en español
En español fue publicada con varios títulos diferentes: «Erewhon o allende las montañas» (1926), «Erewhon, allende las montañas» (1982), «Erewhon. Un mundo sin máquinas» (1999) y «Erewhon o al otro lado de las montañas» (2012), aunque también ha habido ediciones bajo el solo nombre «Erewhon».

## Recepción
Después de su primer lanzamiento, este libro se vendió mucho mejor que cualquiera de las otras obras de Butler, tal vez porque el público británico asumió que el autor anónimo era una figura más conocida (el sospechoso era Edward Bulwer-Lytton, quien había publicado The Coming Race dos años antes). En una transmisión de radio de 1945, George Orwell elogió el libro y dijo que cuando Butler escribió Erewhon, se necesitaba una «imaginación de muy alto nivel para ver que la maquinaria podía ser peligrosa además de útil». Orwell recomendó la novela, aunque no su secuela, Erewhon Revisited.

### Influencia en Deleuze y Guattari
El filósofo francés Gilles Deleuze utilizó ideas del libro de Butler en varios puntos del desarrollo de su filosofía de la diferencia. En Diferencia y repetición (1968), Deleuze se refiere a lo que él llama «Ideas» como «Erewhon». «Las ideas no son conceptos», argumenta, sino «una forma de multiplicidad diferencial eternamente positiva, que se distingue de la identidad de los conceptos». «Erewhon» se refiere a las "distribuciones nómadas» que pertenecen a los simulacros, que «no son universales como las categorías, ni son el hic et nunc o en ninguna parte, la diversidad a la que se aplican las categorías en la representación». «Erewhon», en esta lectura, es «no solo un no-dónde disfrazado , sino un ahora-aquí reordenado».
En su colaboración con Félix Guattari, Anti-Oedipus (1972), Deleuze se basa en «El libro de las máquinas» de Butler para «ir más allá» de la "polémica habitual entre vitalismo y mecanismo» en lo que respecta a su concepto de «máquinas deseantes».